# 基思·塞尔夫
基思·艾伦·塞尔夫（英語：Keith Alan Self，1953年3月20日—）为美国共和党籍政治人物，曾担任县法官，后于2022年在德克薩斯州第三國會選區当选联邦众议员。

## 早年生活和教育
基思·塞尔夫于1953年出生在位于费城的一家军事医院，后毕业于位于德克萨斯州阿马里洛的塔斯科萨高中。之后塞尔夫进入西点军校就读，并于1975年获得了工程学理学学士学位。

## 职业生涯
塞尔夫于1975年至1999年间在美国陆军服役，先后成为游骑兵以及特种部队成员，并曾被派遣至卡塔尔、埃及、德国、阿富汗和比利时。退役后，塞尔夫又曾在德克萨斯州科林县担任县法官。随后，塞尔夫参与了2022年德克萨斯州第三国会选区的联邦众议员选举。虽热他在5月份的初选中得票次于现任议员范·泰勒位居第二，但由于范·泰勒涉嫌性丑闻而被迫退选，因此塞尔夫最终获得了共和党提名。在11月份的决选中，塞尔夫轻松赢得了这一席位并随后于2023年1月3日就任。

## 联邦众议员任内
在2023年美國眾議院議長選舉中，塞尔夫先是支持吉姆·乔丹，后转而支持拜伦·唐纳兹，以表达对凯文·麦卡锡的不满。塞尔夫曾表示自己喜欢美国众议院的新规，并希望选出能够执行这些新规的人。不过在第12轮投票时，塞尔夫还是把票投给了麦卡锡，是15名改变最初投票的共和党人之一。在塞尔夫等人的投票支持下，麦卡锡最终于1月7日当选众议院议长。
尽管第118届国会本应在1月3日召开，但由于议长选举的缘故，塞尔夫直至1月7日才正式宣誓就职。